# Melanchrous
Melanchrous es un  género de coleópteros adéfagos de la familia Carabidae.

## Especies
Comprende las siguientes especies:
- Melanchrous africanus (Straneo, 1940)
- Melanchrous celisi Straneo, 1962
- Melanchrous flavipes (Motschulsky, 1866)
- Melanchrous florens (Andrewes, 1929)
- Melanchrous obesus (Andrewes, 1938)
- Melanchrous schoutedeni (Straneo, 1943)